# Брендон Скленар
Брендон Тайлер Скленар (англ. Brandon Tyler Sklenar; нар. 26 червня 1990, Довер, Нью-Джерсі, США) — американський актор, знаний за ролями у фільмах «Влада» (2018), «Мідвей» (2019) і «Покинь, якщо кохаєш» (2024), а також за роллю Спенсера Даттона у вестерн-серіалі Paramount+ «1923» (2022—2025).

## Молодість й освіта
Народився і виріс на півночі Нью-Джерсі. Його батьки — Брюс Фікінс і Франсін Скленар, яка має чехословацьке походження. Після закінчення середньої школи переїхав до Лос-Анджелеса, де працював на випадкових роботах, а у 20 років став менеджером.

## Кар'єра
Дебютував у професійному кіно у фільмі «Загнаний у кут» 2011 року. Наступного року з'явився у телесеріалі «Правила побачень від мене в майбутньому». 2014 року з'явився у фільмі «Шанс», 2015 року у комедійному серіалі NBC «Чесно кажучи», у фільмах «Ханкі Дорі» та «Белла Донна», а також телевізійному серіалі «Закохайся» 2016 року. Виконав головну роль в американо-японському жахастику «Храм» 2017 року і того ж року з'явився у ситкомі Fox «Новенька».
Потім отримав роль Едварда Меплторпа в біографічній драмі 2018 року «Мепплторп», яка розповідає про життя нью-йоркського фотографа Роберта Меплторпа. 2018 року його демонстрували на кінофестивалі Трайбека, на якому посів друге місце в секції ігрового кіно. За свою гру Скленар отримав визнання критиків, зокрема у «Boy Culture» його похвалили за «максимальний вплив у [його] психологічно заряджених сценах з [Меттом] Смітом». 
З'явився у біографічній драмі 2018 року «Влада» разом з Крістіаном Бейлом і Семом Роквеллом. Фільм досліджує життя політика Діка Чейні, знятий володарем премії «Оскар» Адамом Маккеєм. Згодом Скленар знявся у фільмі Аміра Надері «Чарівний ліхтар», а також у фільмах «Остання кімната» та «Скляна щелепа». 
У червні 2018 року взяв участь у незалежному драматичному фільмі «Долина Індиго», основаному на однойменному короткометражному фільмі режисерки Жаклін Бетані. Того ж року обраний на роль головного антагоніста у кримінальному трилері «Поклик Лондона» з Роном Перлманом і Малкольмом Макдавелом. Його роботу оцінили критики. Річард Роупер з «Чикаго сан таймс» заявив: «Брендон Скленар вибухово грає Джуніора; він фантастичний у ролі монстра, замаскованого в образі Джеймса Діна».
З'явився у фільмі Роланда Еммеріха «Мідвей» від Lionsgate разом з Вуді Гаррельсоном, Люком Евансом і Патріком Вілсоном. Скленар зіграв Джорджа Г. Гая-молодшого, єдиного, хто вижив з учасників ключової битви за Мідвей під час Другої світової війни.
Виконав головну роль у незалежному фільмі «Jonesin'» — кримінальній комедії про місцевого парубка, якого помилково викрали і він застряг у місті між двома ворожими бандами.
На початку 2020 року отримав головну роль у незалежному фільмі «Грані майбутнього» з Танією Реймонд і Розанною Аркетт. Стрічка розповідає про людину, яка подорожує в майбутнє та досліджує природу контролю. За цю роботу став лавреатом Віденського фестивалю незалежного кіно 2022 року за найкращу чоловічу роль. У березні 2021 року приєднався до акторського складу фільму «Карен» разом з Терін Меннінг і Корі Гардрікт.
У 2022—2025 роках грав роль Спенсера Даттона в приквелі Paramount+ «Єллоустоун» «1923». У 2024 році зіграв одну з ключових ролей у драмі «Покинь, якщо кохаєш».
У 2025 році зіграв головні ролі у трилерах «Фатальний меседж» і «Служниця», екранізації роману-бестселеру Фріди Мак-Фадден.

## Фільмографія
| Рік       |    | Українська назва                        | Оригінальна назва                | Роль                |
| --------- | -- | --------------------------------------- | -------------------------------- | ------------------- |
| 2011      | ф  | Загнаний у кут                          | Cornered                         | клубний покровитель |
| 2012      | с  | Правила побачень від мене в майбутньому | Dating Rules from My Future Self | хлопець у барі      |
| 2014      | кф | Шанс                                    | Chance                           | актор               |
| 2015      | с  | Чесно кажучи                            | Truth Be Told                    | Ніл                 |
| 2016      | с  | Закожайся                               | Fall into Me                     | Раян                |
| 2016      | ф  | Ганкі Дорі                              | Hunky Dory                       | Верджіл             |
| 2016      | кф | Белла Донна                             | Bella Donna                      | чоловік             |
| 2017      | ф  | Храм                                    | Temple                           | Джеймс              |
| 2017      | с  | Новенька                                | New Girl                         | Лонер               |
| 2018      | ф  | Меплторп                                | Mapplethorpe                     | Едвард Меплторп     |
| 2018      | ф  | Влада                                   | Vice                             | Боббі               |
| 2018      | ф  | Скляна щелепа                           | Glass Jaw                        | Джо                 |
| 2018      | ф  | Чарівний ліхтар                         | Magic Lantern                    | Остін               |
| 2019      | ф  | Мідвей                                  | Midway                           | Джордж Гай          |
| 2020      | ф  | Долина індиго                           | Indigo Valley                    | Джон                |
| 2020      | ф  | Поклик Лондона                          | The Big Ugly                     | Лоудорд             |
| 2021      | ф  | Карен                                   | Karen                            | Офіцер Гілл         |
| 2021      | ф  |                                         | Jonesin'                         | Дік Джонс           |
| 2022      | ф  | Грані майбутнього                       | Futra Days                       | Шон Грейвс          |
| 2022      | с  | Край «Дикий Захід»                      | Westworld                        | Генрі               |
| 2022      | с  | Вокер: Незалежність                     | Walker: Independence             | Ліам Коллінз        |
| 2022      | с  | Пропозиція                              | The Offer                        | Берт Рейнольдс      |
| 2022—2025 | с  | 1923                                    | 1923                             | Спенсер Даттон      |
| 2024      | ф  | Покинь, якщо кохаєш                     | It Ends with Us                  | Атлас Корріган      |
| 2025      | ф  | Фатальний меседж                        | Drop                             | Генрі               |
| 2025      | ф  | Служниця                                | The Housemaid                    | Ендрю               |